# Рупці (Видинська область)
Ру́пці (болг. Рупци) — село у Видинській області Болгарії. Входить до складу общини Видин.

## Населення
За даними перепису населення 2011 року у селі проживали 148 осіб, з них 142 особи (95,9%) — болгари.
Розподіл населення за віком у 2011 році:
Динаміка населення: